# Marie-Gabriel-Florent-Auguste de Choiseul-Gouffier
Marie-Gabriel-Florent-Auguste de Choiseul-Gouffier (París, 27 de septiembre de 1752-Aquisgrán, 20 de junio de 1817) fue un diplomático y político francés.

## Biografía

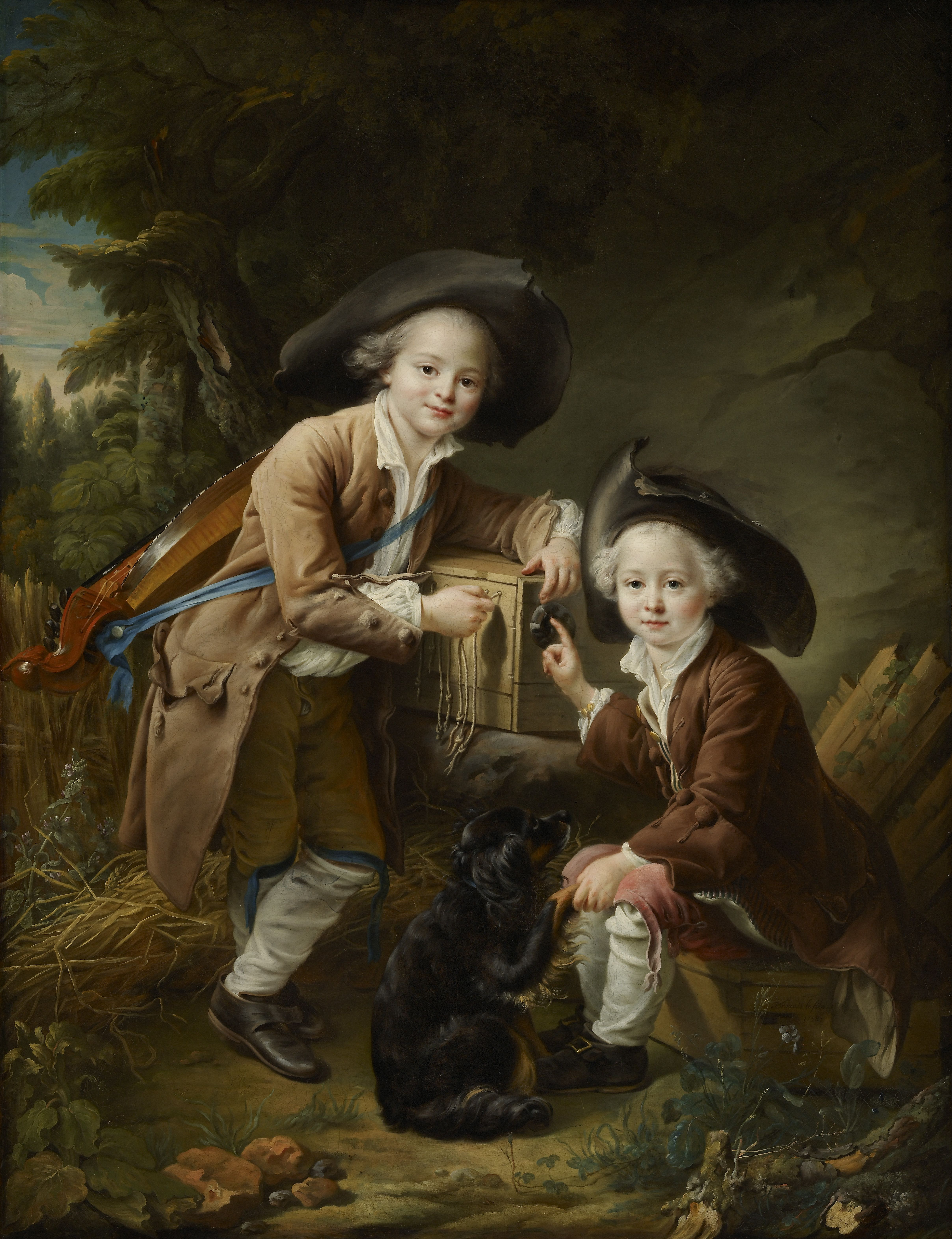
El conte y su hermano el chevalier de Choiseul en Savoyards, François-Hubert Drouais, 1758.

Desde sus estudios en el colegio de Harcourt, Choiseul-Gouffier se apasionó por las antigüedades. A continuación fue marcado por frecuentes encuentros con Jean-Jacques Barthélemy, el autor del Voyage d'Anarcharsis, que encontró en casa de su primo el duque de Choiseul. Amigo de Talleyrand, compartió con él las intrigas de la Corte y le desaconsejó comprometerse en la vía religiosa.
En 1776, partió a Grecia a bordo de la fragata Atalante, mandada por el marqués de Chabert, apasionado de la astronomía. Acompañado sobre todo por el pintor Jean-Baptiste Hilaire, del ingeniero Jacques Foucherot y de su secretario François Kauffer (que era también ingeniero), Choiseul-Gouffier visitó el sur de Peloponeso, las Cícladas y otras islas del Egeo, y después Asia Menor. A su regreso, publicó el primer volumen, con ilustraciones y planos arquitectónicos, de su Voyage pittoresque de la Grèce que logró un gran éxito. La obra tenía un objetivo político: explicar los conflictos en el Mar Egeo entre el Imperio otomano y el Imperio ruso. Esta publicación facilitó su carrera intelectual y política: se convirtió en miembro de la Academia de Inscripciones y Lenguas Antiguas en 1782, después miembro de la Academia Francesa en 1783.
Embajador de Francia en el Imperio otomano de 1784 a 1792, aprovechó para proseguir su descubrimiento de Grecia, pero la Revolución francesa cambió el curso de su destino. Negándose a obedecer a la Convención, desoyó, por temor a ser guillotinado, su llamamiento a Francia. Mientras que sus bienes fueron confiscados en Francia, un segundo embajador fue enviado para reemplazarlo. Choiseul-Gouffier mantuvo el cargo un año en su embajada.
En 1792, emigró a Rusia donde fue nombrado director de la Academia de los Artes y de las Bibliotecas imperiales de Rusia. La emperatriz Catalina II de Rusia le dispensó una gran amistad y le dio tierras y una propiedad en la actual Lituania. Solo volvió a Francia en 1802, después de que Napoleón amnistió a la nobleza exiliada. Se negó  a participar en el gobierno del Imperio, y permaneció fiel a Luis XVIII. Publicó el segundo tomo de su Voyage pittoresque de la Grèce en 1809 y se hizoconstruir una casa que imitaba el Erecteón.
Con la Restauración, fue nombrado ministro de Estado y par de Francia. Ocupó un escaño al lado de los monárquicos, al contrario que su primo el duque de Choiseul-Praslin que lo tenía con los liberales. Excluido de la Academia francesa por haber emigrado, recuperó su sillón en 1816.
El tercer tomo de su Voyage pittoresque de la Grèce apareció después de su muerte, en 1822.
Se casó en primeras nupcias, el 23 de septiembre de 1771, con Adélaïde Marie Louise de Gouffier (1752-1816), y en segundas, el 28 de octubre de 1816, con la princesa Hélène de Bauffremont-Courtenay (1774-1836). La más joven de sus hijas, nacida de su primer matrimonio, Alexandrine-Françoise-Eugénie-Zéphirine-Olympe (París, 19 de diciembre de 1782-París, 26 de julio de 1828), se casó el 27 de junio de 1803, con el conde del Imperio, Moreton de Chabrillan (1780-1847). Sus descendientes han vivido en Lituania hasta 1945; expulsado por el régimen comunista, el último Choiseul-Gouffier murió en Suiza en 1949.

## ElViaje pintoresco de Grecia
Choiseul-Gouffier presentó, además de monumentos poco conocidos, una Grecia idealizada, hundida por el dominio Imperio otomano y que deseaba recobrar su libertad para resucitar. Esta visión romántica de la Grecia moderna fue compartida por numerosos viajeros del comienzo del siglo XIX. Como ellos, se propuso ir a ver sobre el terreno, texto en mano, para comprender mejor a los autores antiguos «para sentir más vivamente las diferentes bellezas trazadas por Homero viendo las imágenes que había tenido bajo los ojos». El relato de Choiseul-Gouffier permitió conocer regiones hasta entonces desconocidas de Grecia, como por ejemplo las Cícladas. Solicitó al pintor al que protegía, Turpin de Crissé, ilustrar el segundo volumen con los grabados de sus dibujos. Contrató también con este objetivo a Louis-François-Sébastien Fauvel y lo envió a Grecia para dibujos complementarios.
Se encontró entre sus memorias una Dissertation sur Homère (Disertación sobre Homero;, una  Mémoire sur l'hippodrome d'Olympie (Memoria sobre el hipódromo de Olimpia), y las Recherches sur l'origine du Bosphore de Thrace (Investigaciones sobre el origen de Bósforo de Tracia).
Constituyó una preciosa colección de antigüedades que, fue puesta en venta pública el 17 de agosto de 1816, que fue adquirida por el Museo del Louvre; entre otras obras de arte, poseyó Ruines d'architecture (Ruinas de arquitectura) de Hubert Robert, cuadro que fue grabado por Demoulin en una estampa que lleva estas palabras: «Dedicadas al amigo de las artes» (colección personal).